# Varso
Varso è un grattacielo situato nella città di Varsavia la cui costruzione è stata completata nel settembre 2022. Attualmente è il grattacielo più alto dell'Unione Europea, il sesto più alto d'Europa.

## Caratteristiche
Proposto nel 2015 e in costruzione dal 2016 al 2022, grazie a un'enorme guglia che ha portato l'altezza da 230 a 310 metri è diventato l'edificio più alto della Polonia e dell'Unione Europea. La struttura è inoltre affiancata da due edifici di altezza inferiore, uno di 103 metri e l'altro di 81.